# Rite maçonnique
Un rite maçonnique est un ensemble cohérent de rituels et de pratiques définissant un cérémonial maçonnique. 
Apparus avec la franc-maçonnerie, les « rites », du latin Ritus, ont été mis en place afin d'uniformiser et d'harmoniser les pratiques en loge maçonnique. Il s'agit donc de la définition de l'ensemble des usages et de l'ordre dans lesquels ceux-ci doivent être exécutés au cours des diverses tenues et cérémonies. Inspirés par les traditions antiques ou opératives et par la Bible, les rites prescrivent les gestes, le langage, les déplacements et les attitudes. Toutefois, malgré un idéal similaire, les francs-maçons effectuent leurs travaux de manière plurielle. Et ce, dès la moitié du XVIIIe siècle, notamment avec la querelle des Ancients et des Moderns au sein de la franc-maçonnerie anglaise. Depuis, chaque siècle a vu apparaître différents rites. Une loge, ou un « atelier », pratique en général un seul et même rite alors qu'une obédience maçonnique peut en observer plusieurs. 
Les rites sont composés de symboles, mots, gestes et signes. S'il apparaît impossible de recenser l'ensemble des rites un jour pratiqués, les auteurs et historiens admettent communément l'existence d'une cinquantaine de rites relativement distincts. Néanmoins, seule une demi-dizaine est majoritairement pratiquée. 

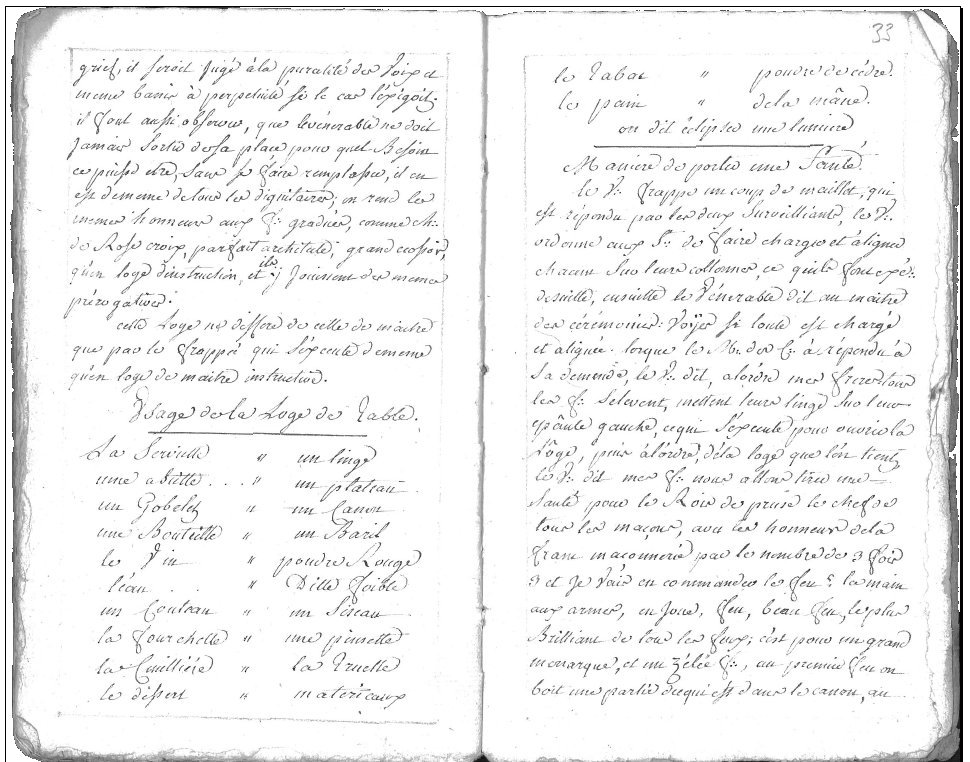
Double page d'un manuscrit maçonnique français datant de 1769.

## Étymologie
Le terme rite provient du latin Ritus « fixé, en ordre » et de la forme ancienne Rit. L'étude de la famille étymologique de ce mot conduit aux notions d'arrangement, de succession, de nombre — du grec arithmos — puis d'ordre — Rtam.

## Origine des rites maçonniques
Au XVIIe siècle, les rituels maçonniques n'étaient pas censés être écrits et n'étaient jamais imprimés. Ils ne sont plus connus de nos jours que grâce à un très petit nombre de notes manuscrites ayant échappé à la règle et au temps, ainsi que par quelques anciennes divulgations. Les plus anciens rituels maçonniques connus remontent aux toutes dernières années du XVIIe siècle et aux deux premières décennies du XVIIIe et ont une origine écossaise. L'étude de ces documents montre qu'ils évoluèrent assez considérablement au fil du temps. Les cérémonies étaient très simples et fort courtes.
Au XVIIIe siècle, après la réorganisation des pratiques consécutive à la fondation des premières grandes loges, les Ancients et les Moderns pratiquent de nouveau des rituels assez similaires, qui ne se distinguent que par un assez petit nombre de points remarquables, tels que la place de certains éléments symboliques, la manière de transmettre les mots de passe, ou une référence plus ou moins importante à la religion chrétienne.
Cependant, dès les années 1740, on voit apparaître de nouvelles divergences, à côté des rituels traditionnels des trois premiers degrés, sous la forme de plusieurs centaines de rituels de degrés additionnels dits de « hauts grades » dont beaucoup n'étaient que des variantes les uns des autres, ou restèrent à l'état de projets, ou ne furent en réalité jamais vraiment pratiqués. Cette multiplication des rituels maçonniques aboutit à diverses initiatives visant à normaliser les pratiques et à les rassembler en ensembles cohérents et stables : les rites maçonniques.

## Rites majoritaires
Les rites maçonniques aujourd'hui les plus répandus à travers le monde sont :
- le Rite d'York, principalement aux États-Unis ;
- le Rite émulation, principalement au Royaume-Uni et dans les anciennes colonies britanniques ;
- le Rite écossais ancien et accepté, dans le monde entier, surtout en ce qui concerne son système de hauts grades maçonniques ;
- le Rite français, principalement en France, au Brésil, et en Europe continentale.

Les autres rites, comme le Rite écossais rectifié ou les rites maçonniques égyptiens ont une diffusion plus limitée, entraînant parfois, par manque de transmission, la disparition de certains d'entre eux.

## Lexique chronologique des rites

### Rites historiques
- Rite du Mot de maçon : rite attesté vers 1637 dans les premières loges écossaises de francs-maçons, notamment la loge de Kilwinning. Rite aujourd'hui disparu[4].

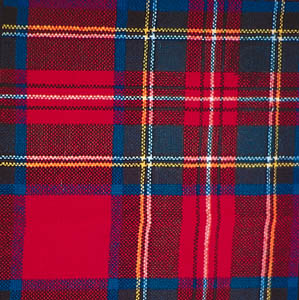
Tartan Royal Stuart du Rite standard d'Écosse.

- Rite standard d'Écosse : rite officiel proposé par la Grande Loge d’Écosse, présent pratiquement sur tous les continents. Il est de la famille des rites anglo-saxons comme le Rite émulation. Il trouve ses origines dans les premières loges écossaises comme Mary's Chapel (le plus ancien procès-verbal date de 1599). Le mot « standard » signifie « traditionnel » ou « commun » car chaque loge en Écosse a sa propre particularité. Il apparait comme le plus petit dénominateur commun.

### Rites apparus auXVIIIesiècle
- Rite des Moderns : nom qui sera donné par ses adversaires au rite maçonnique pratiqué par la Grande Loge de Londres à l'époque des Constitutions d'Anderson, vers 1723[5]. Constitué sur les bases de textes fondateurs et du Rite du Mot de maçon, il fusionnera avec le « Rite des Antients » en 1813.

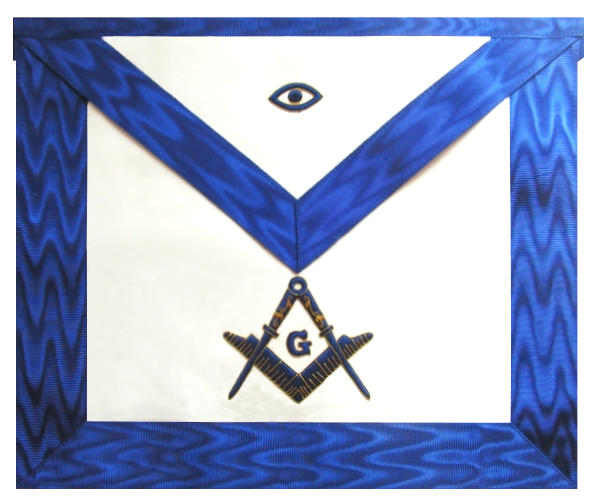
Tablier maçonnique du Rite d'York.

- Rite des Ancients : rite maçonnique pratiqué par la Grande Loge des anciens, et notamment par la loge d'York en 1756[5]. Ses constitutions furent publiées sous le nom de Ahiman Rezon. Fusionné au Royaume-Uni avec le rite des Moderns en 1813.

- Rite d'adoption :  apparu au XVIIIe siècle en France, où il était pratiqué par les loges féminines, dites d'adoption. D'un symbolisme particulier, différent de celui des autres rites, notamment en ce qu'il ne se réfère pas à la construction du Temple de Salomon. Il a presque totalement disparu depuis la fin du Premier Empire et n'est plus conservé aujourd'hui que dans une seule loge de la Grande Loge féminine de France.

- Rite d'York : issu de l'expansion en Amérique du Nord de la Grande Loge britannique dite des Ancients, il est pratiqué par plusieurs milliers de loges, principalement aux États-Unis.

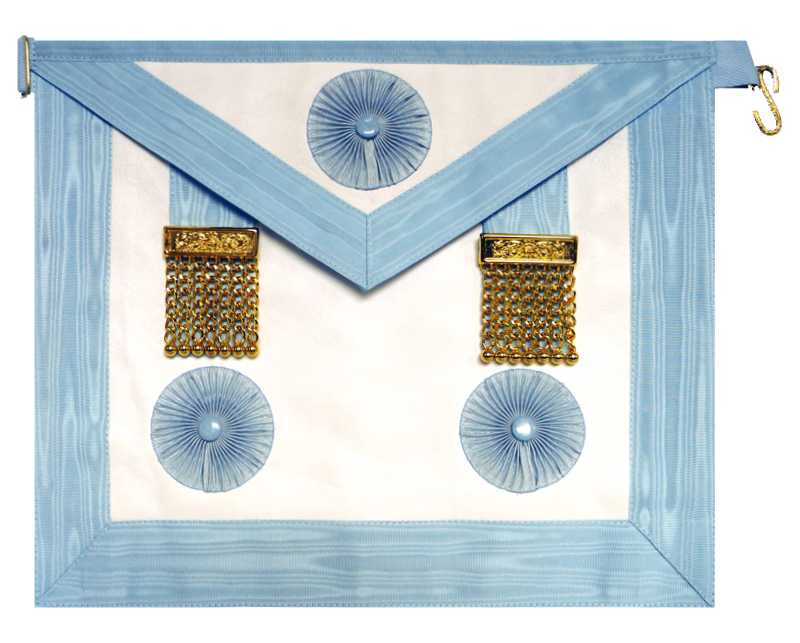
Tablier maçonnique contemporain du Rite écossais rectifié.

- Rite suédois : apparu vers 1759[6], très chrétien dans son symbolisme, il est le rite majoritaire en Scandinavie et il est pratiqué plus minoritairement en Allemagne.

- Ordre du royal secret : également nommé « Rite de Perfection », l'origine exacte de ce rite, qui revendiqua une fondation en 1762, fait aujourd'hui encore l'objet de débats entre les historiens. Ses 25 degrés sont repris en 1801 dans les 33 degrés du Rite écossais ancien et accepté[réf. souhaitée]. I

- Rite écossais rectifié : rite d'essence chrétienne, codifié à Lyon (France) en 1778[7].

- Rite français : on peut dater la codification de ce rite entre 1783 et 1786, en France[8]. Directement issu du rite des Moderns dont il reprend la plupart des caractéristiques, il est toujours aujourd'hui le rite le plus pratiqué en France, notamment au sein du Grand Orient de France, ainsi qu'au Brésil. Il est également présent dans de nombreuses loges en Europe et à travers le monde. Il en existe différentes variantes[réf. souhaitée]

### Rites apparus auXIXesiècle

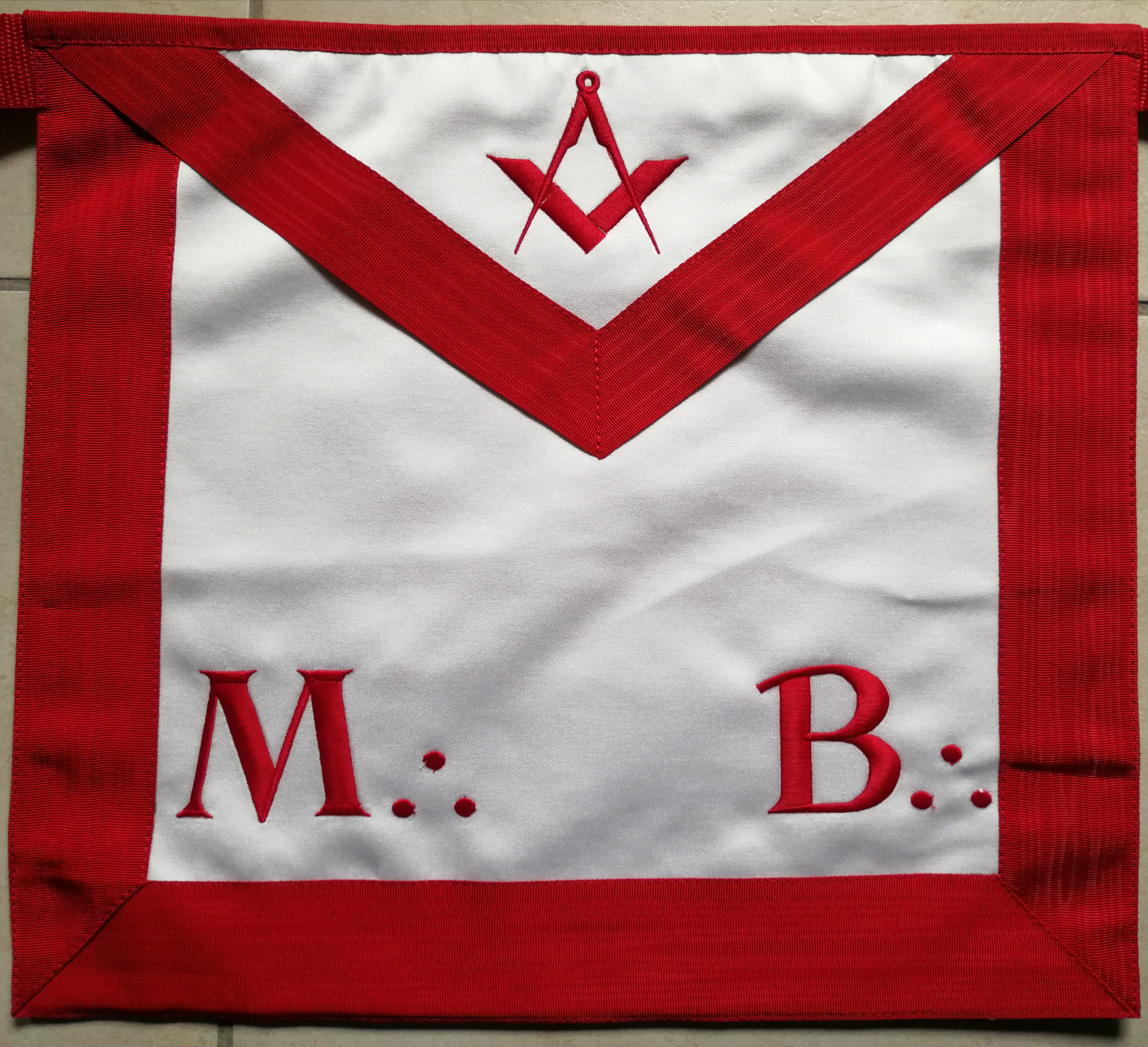
un modèle de tablier maçonnique au Rite écossais ancien et accept.

- Rite écossais ancien et accepté : fondé en 1801 à Charleston (Caroline du Sud)[9], à partir de rituels d'origine française, il est pratiqué par plusieurs milliers de loges symboliques en Europe, auxquelles s'ajoutent plusieurs milliers d'ateliers de hauts grades maçonniques dans le monde.

- Rite de Misraïm : développé en France vers 1810 par les frères Bédarride[10], il est aujourd'hui l'une des composantes des rites maçonniques dits « égyptiens ».

- Rite de Schroeder : rite en trois grades, créé par Friedrich Ludwig  Schröder, il fut adopté en 1811 par la Grande Loge provinciale de Hambourg, dont Schröder était le grand maître,  il était le plus démocratique de tous les rites pratiqués en Allemagne avant la Seconde Guerre mondiale, ce qui fit son succès. Il est pratiqué en Allemagne, Autriche, Hongrie et Suisse[11],[12].

- Rite émulation : codifié en Angleterre vers 1823[13], à la suite de la réunion des Ancients et des Moderns, le rite émulation ou « style émulation » est pratiqué aujourd'hui par plusieurs milliers de loges, principalement au Royaume-Uni et dans les anciennes colonies britanniques.

- Rite de Memphis : codifié en France vers 1838, sous l'influence de Jean Étienne Marconis de Nègre[14].

### Rites apparus , duXXesiècle
- Rite opératif de Salomon : de création récente, en France, en 1974[15], il est pratiqué principalement en France, au sein d'une obédience maçonnique dénommée Ordre initiatique et traditionnel de l'Art royal[réf. souhaitée].

- Rite écossais primitif : d'après l'ésotériste Robert Ambelain qui déclara le « réveiller » en 1985, il s'agirait du rite qui était pratiqué par les exilés jacobites à Saint-Germain-en-Laye en 1688, ce qu'aucun document historique connu à ce jour ne peut confirmer avec certitude[réf. souhaitée].